# Speedrive
«Speedrive» (スピードライブ?) es el tercer sencillo solista de la cantante japonesa misono. Fue lanzado al mercado el día 12 de julio del año 2006 bajo el sello avex trax.

## Detalles
Este sencillo fue el penúltimo lanzado por misono en el año 2006. Fue utilizado como tema principal de la película Lovely Complex; misono participó en la versión dorama para la televisión de esta serie. Las letras de los dos temas presentes en el sencillo fueron escritos por misono. El título originalmente está escrito en katakana スピードライブ (supīdoraibu), y causó inicialmente gran ambigüedad principalmente entre el mundo occidental ya que solía creerse que la romanización correcta del título era Speed Live. スピード (supīdo) y ライブ (raibu) efectivamente significan por separado Speed Live, pero también ドライブ (doraibu) se entiende como Drive, lo que aumentó la ambigüedad. La confusión continúo hasta que finalmente en la página oficial de misono apareció el título en los artículos que misono que estarían a la venta en el a-nation del 2006 escrito con letras latinas, y finalmente se aclaró.
El tema de este sencillo está inspirado en El patito feo. Dos versiones de video musical fueron hechas para "Speedrive". En el primero salen imágenes de misono como patito feo, y en el otro imágenes de la película Lovely Complex. En el DVD de la versión CD+DVD fue incluida la primera versión del video y la segunda sólo fue promocionada en televisión. "Speedrive" es el primer tema que misono interpretó en vivo en televisión desde que comenzó su carrera solista, pero aun así finalmente no tuvo un gran éxito. Debutó en el puesto n.º 21 de ñas listas de Oricon semanales y ni siquiera superó las diez mil unidades vendidas.

## Canciones

### CD
1. «Speedrive» (スピードライブ?)
2. «Ari to Kirigirisu» ~10 years later~ (アリとキリギリス ～10 years later～?)
3. «Speedrive» (スピードライブ?) -Instrumental-
4. «Ari to Kirigirisu» ~10 years later~ (アリとキリギリス ～10 years later～?) -Instrumental-

### DVD
1. «Speedrive» (スピードライブ?)

- Datos: Q3004213